# پاول کرینگتون
پاول کرینگتون (Paul Carrington) (زادهٔ ۱۶ مارس ۱۷۳۳ – ۲۳ ژوئن ۱۸۱۸)، وکیل دادگستری، قاضی و سیاست‌مدار اهل ویرجینیا بود. وی قبل از اینکه به عنوان دادرس دادگاه استیناف ویرجینیا (حالا دیوان عالی ویرجینیا) انتخاب گردد، به عنوان عضو مجلس ایالتی ویرجینیا و مریلند (House of Burgesses) خدمت می‌کرد. در ۱۷۸۸ میلادی، وی یکی از نمایندگان در کنوانسیون تصویب ویرجینیا بود و به نفع تصویب قانون اساسی ایالات متحده رأی داد.

## زندگی‌نامه
کرینگتون در ۱۶ مارس ۱۷۳۳ در «بوستون هیل» در شهرستان کامبرلند، مستعمره ویرجینیا به‌دنیا آمد و پسر سرهنگ جرج کرینگتون (۱۷۱۱ – ۱۷۸۵ میلادی) و جوهانا مایو (۱۷۱۲ – ۱۷۸۵ میلادی) بود. پدربزرگ و مادربزرگ وی  پاول کرینگتون و هنینگهام کودرینگتون بودند که از انگلستان به جزیره باربادوس مهاجرت کردند؛ پدر وی در سال ۱۷۲۳ میلادی به مستعمره ویرجینیا مهاجرت نمود. پدربزرگ و مادربزرگ مادری کرینگتون سرگرد ویلیام مایو و فرانسیس گولد نام داشتند.
او در سن ۱۷ سالگی به آموزش حقوق نزد سرهنگ کلمنت رید در شهرستان لولنبرگ آغاز نموده و در ماه مه ۱۷۵۵ میلادی جواز وکالت خود را که توسط پیتون راندولف، جان راندولف و جرج ویت امضاء شده بود، کسب کرد. در ۱ اکتبر همان سال او با مارگارت رید که دومین دختر سرهنگ رید بود، ازدواج کرده و در مولبیری هیل باهم زندگی می‌کردند. آنها باهم صاحب چندین فرزند بودند: جرج کرینگتون (۱۷۵۶ – ۱۸۰۹ میلادی)، مری اسکات کرینگتون وینابل (۱۷۵۸ – ۱۸۳۷ میلادی)، ان کرینگتون کابیل (۱۷۶۰ – ۱۸۳۸ میلادی)، کلمنت کرینگتون (۱۷۶۲ – ۱۸۴۷ میلادی) و پاول کرینگتون (۱۷۶۴ – ۱۸۱۶ میلادی).
کرینگتون برای سال‌های زیادی به عنوان متصدی امور مالی کلیسا و متولی کلیسا در ناحیه اسقفی کورنوال خدمت می‌کرد. وی در ۱۷۵۶ میلادی به عنوان دادستان کل (king's attorney) شهرستان بدفورد، در ۱۷۶۱ میلادی به عنوان سرگرد شبه‌نظامیان شهرستان لولنبرگ و در ۱۷۶۴ میلادی به عنوان سرهنگ شبه‌نظامیان شهرستان شارلوت گماشته شد. پس از اینکه او برای مدتی در دادگاه‌های شهرستان به وکالت می‌پرداخت، کرینگتون از شهرستان شارلوت به مجلس ایالتی ویرجینیا انتخاب گردید و او از زمان نخستین تشکیل مجلس در ۱۷۶۵ میلادی که وی از شهرستان لونن‌برگ نمایندگی می‌کرد الی سال ۱۷۷۵ میلادی در این مجلس حضور داشت. همسر وی در ۱ مه ۱۷۶۶ درگذشت و کرینگتون در مورد وی گفت، «او بهترین همسر و یک زن دارای فضایل بی‌شمار بود». او در ۱۷۶۷ میلادی به عنوان دادستان کل شهرستان مکلنبرگ، در ۱۷۷۰ میلادی دادستان کل شهرستان باتتورت و در ۱۷۷۰ میلادی دادستان کل لونن‌برگ گماشته شد. کارلوتی همچنین در ۱۷۷۲ میلادی به عنوان ستوان شهرستان و قاضی ناظر شارلوت و همچنین در همان سال به عنوان منشی شهرستان هالیفکس انتصاب یافت. او از ۱۷۷۴ – ۱۷۷۶ میلادی رئیس کمیته شهرستان شارلوت که مصوبه‌های کنگره قاره‌ای را تصویب می‌کرد بود و در ۱۷۷۵ میلادی یکی از اعضای نخستین هیئت امنای کالج همپدن-سیدنی هنگام بنیان‌گذاری این کالج بود.
تحت قانون اساسی جدید نافذ شده ایالت ویرجینیا در ۲۳ ژانویه ۱۷۷۸، او به عنوان قاضی دادگاه عمومی ویرجینیا انتخاب گردید؛ بنابر سمتی که به عنوان قاضی دادگاه عمومی داشت، او به دومین قاضی مبدل شد که در دادگاه استیناف جدیدالتاسیس گماشته می‌شود، دادگاهی که در آن زمان از قاضی‌های دادگاه عمومی، دادگاه دریایی و دادگاه انصاف تشکیل شده بود. در ۱۷۸۰ میلادی، او رئیس دادگاه عمومی ویرجینیا شد. در ۱۷۸۹ میلادی، وی از سوی مجلس عمومی ویرجینیا به عنوان قاضی دادگاه عالی استیناف ویرجینیا که مجدداً سازماندهی شده بود، انتخاب گردید.
در ۱۷۸۸ میلادی، کرینگتون یکی از نمایندگان در کنوانسیون تصویب ویرجینیا بود و این کمیسیون توانست با تفاوت بسیار اندک ۸۹ رأی موافق در مقابل ۷۹ رأی مخالف، قانون اساسی ایالات متحده را تصویب نماید. هرچند او به نفع تصویب قانون اساسی ایالات متحده رأی داد، اما او همچنین نقش نیرومندی در توسعه اعلامیه حقوق ویرجینیا داشت، اعلامیه‌ای که از آن به عنوان مدلی برای منشور حقوق ایالات متحده آمریکا استفاده گردید.
کرینگتون در ۶ مارس ۱۷۹۲ با همسر دوم خود پریسیلا سیمز که ۱۶ سال سن داشت، ازدواج کرد. آنها صاحب چند فرزند شدند: هنری کرینگتون (۱۷۹۳ – ۱۸۶۷ میلادی)، لتیسی پریسیلا کرینگتون کولز (۱۷۹۸ – ۱۸۷۵ میلادی) و رابرت کرینگتون (۱۸۰۲ – ۱۸۴۵ میلادی). همسر وی در ۱۸۰۳ میلادی درگذشت و او اظهار داشت که از دست دادن همسرش برای وی و خانواده‌اش جبران‌ناپذیر بود.
در سن ۷۵ سالگی، کرینگتون که نگران توانایی خود مبنی ابر انجام وظایف قضایی‌اش شده بود، در ۱۸۰۷ میلادی از دادگاه استعفا داد. او در ۱ اوت همان سال نوشت، «من سال‌های زیادی را مصدر خدمت به مردم بودم و حالا من با خلوص نیت می‌دانم به زمانی رسیده‌ام که از نظر من هر مردی باید بازنشسته شود و آنگونه که برخی از برادرانم این کار را می‌کنند تا دم مرگ در سمت خود باقی نمانند». قاضی کرینگتون با وصف ترس‌های که داشت، برای ۱۱ سال دیگر پس از بازنشستگی به زندگی ادامه داد و در سن ۸۵ سالگی درگذشت.
قاضی کرینگتون در میان همسران خود در زمینی در مولبیری هیل در نزدیکی راندولف، ویرجینیا به خاک سپرده شد؛ خانه وی در ۱۷۹۳ میلادی در فهرست اداره ملی ثبت اماکن تاریخی قرار داده شد. آثار وی همراه با آثار پسرانش، کلمنت و رابرت کرینگتون در کتابخانه ویرجینیا نگهداری می‌شود. این آثار حاوی اسناد مختلف است، از جمله وکالت نامه‌ها، اسناد قضایی، رسیدها، اسناد مالیاتی و قباله خریداری زمین و برده‌ها.